# 宣杭铁路
宣杭铁路自安徽省宣城，经安徽省广德至杭州，全长224公里，双线电气化铁路，运营最高时速160km/h。
宣杭铁路起自皖赣铁路安徽宣城站，经长兴与新（沂）长（兴）铁路相接，南至杭州与沪昆、萧甬铁路相连，途经安徽、浙江两省，穿越3个地区、7个县（区），全长224公里。宣杭铁路于1992年国庆节实行临管运输分流运输，并于1994年年中正式建成通车，也是安徽省陆上能源运输的主通道之一，淮南、淮北的煤炭可通过此线迅捷地运到浙江沿海。同时对提升华东地区铁路运输能力和推动苏、浙、皖地区经济发展意义重大。

## 技术标准
在宣城至长兴段新修段，全长117.26公里。限制坡度上行线路区段为千分之六，下行区段为千分之四；最小曲线半径：一般地段800米，困难地段400米，到发线有效长850米，预留1050米。闭塞方式为继电半自动方式，在1999年被改造为四显示全自动闭塞。
线路轨道的铺设标准为：钢轨；正线采用50KG重的，25米长的新制短轨；在各个车站的到发线轨道，采用43KG重的，25米长的新制短轨及50KG重的，12.5米长的旧线复用短轨；线路的轨枕：采用Ｊ-2或Ｓ-2型的混凝土轨道枕，正线每公里铺设1760根，在车站的到发线上，每公里铺设1520根，而其他类型的站线每公里铺设1440根。线路使用的扣件类型为：正线使用I型弹条，到发线和其他站线使用70型扣板。

## 建设历史
宣杭铁路由多条铁路合并而成。

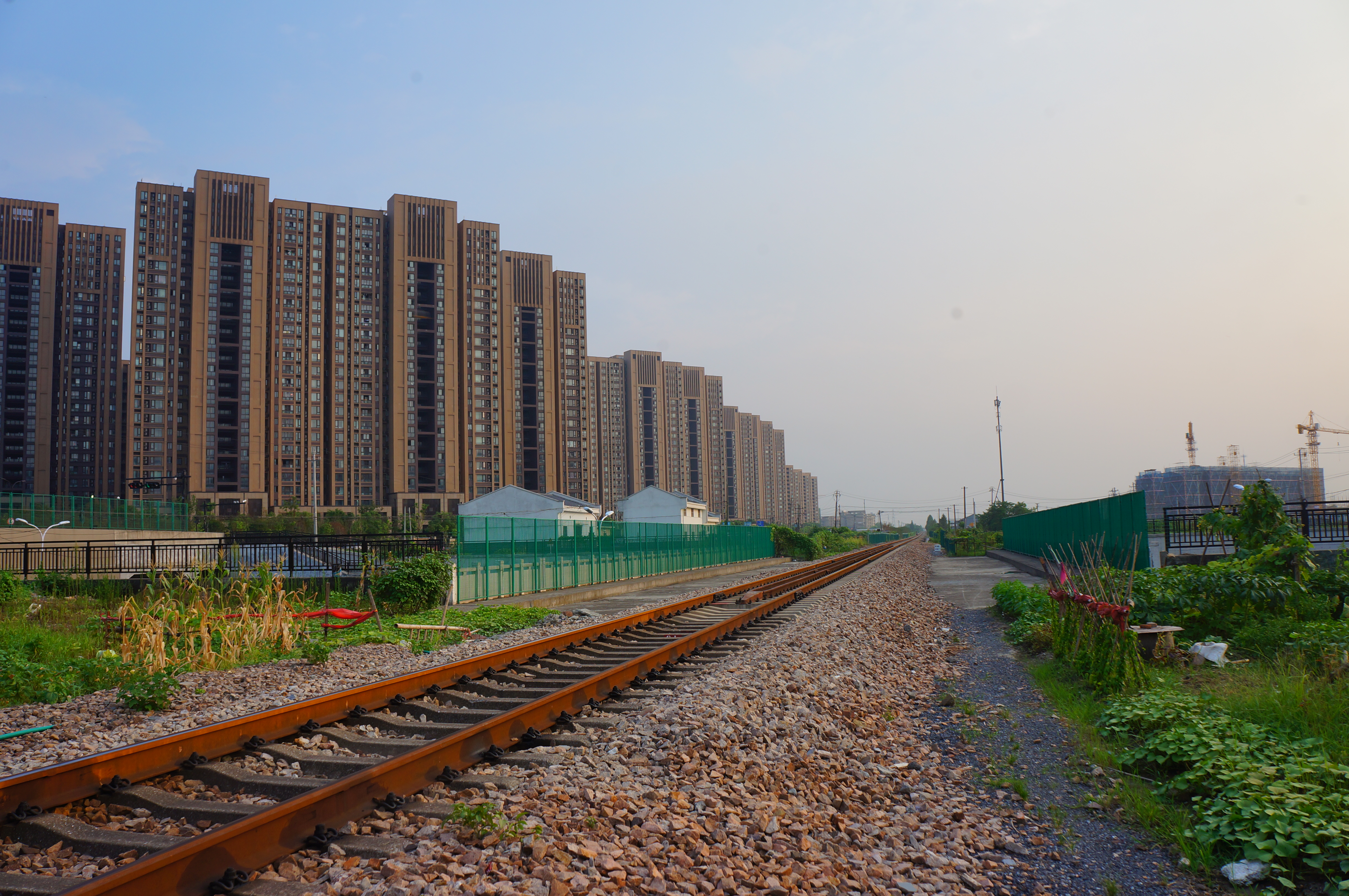
德杭线（宣杭老线）于杭州三墩（2016年）

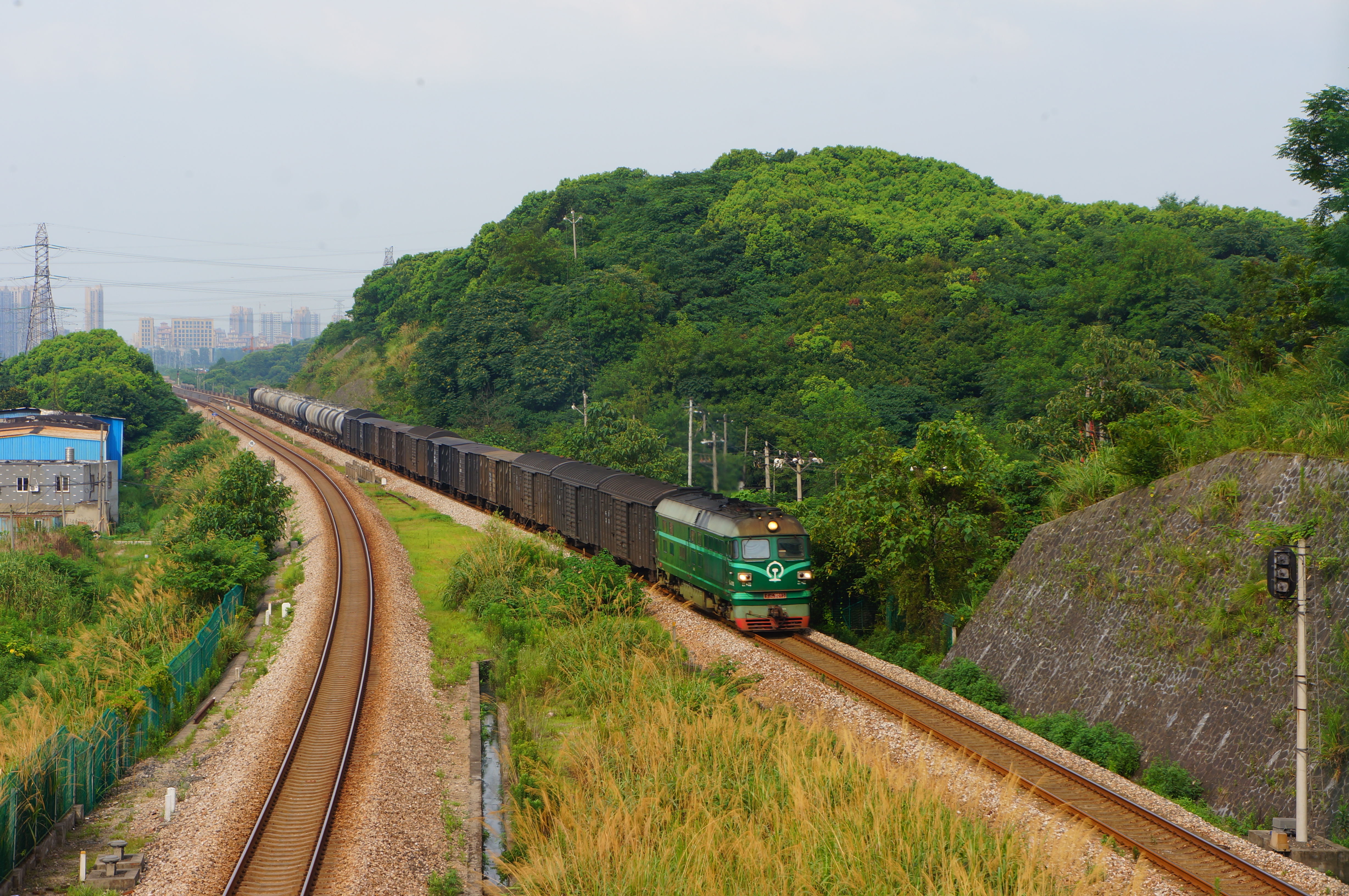
货物列车列车行驶在宣杭铁路杭州半山附近（2016年）

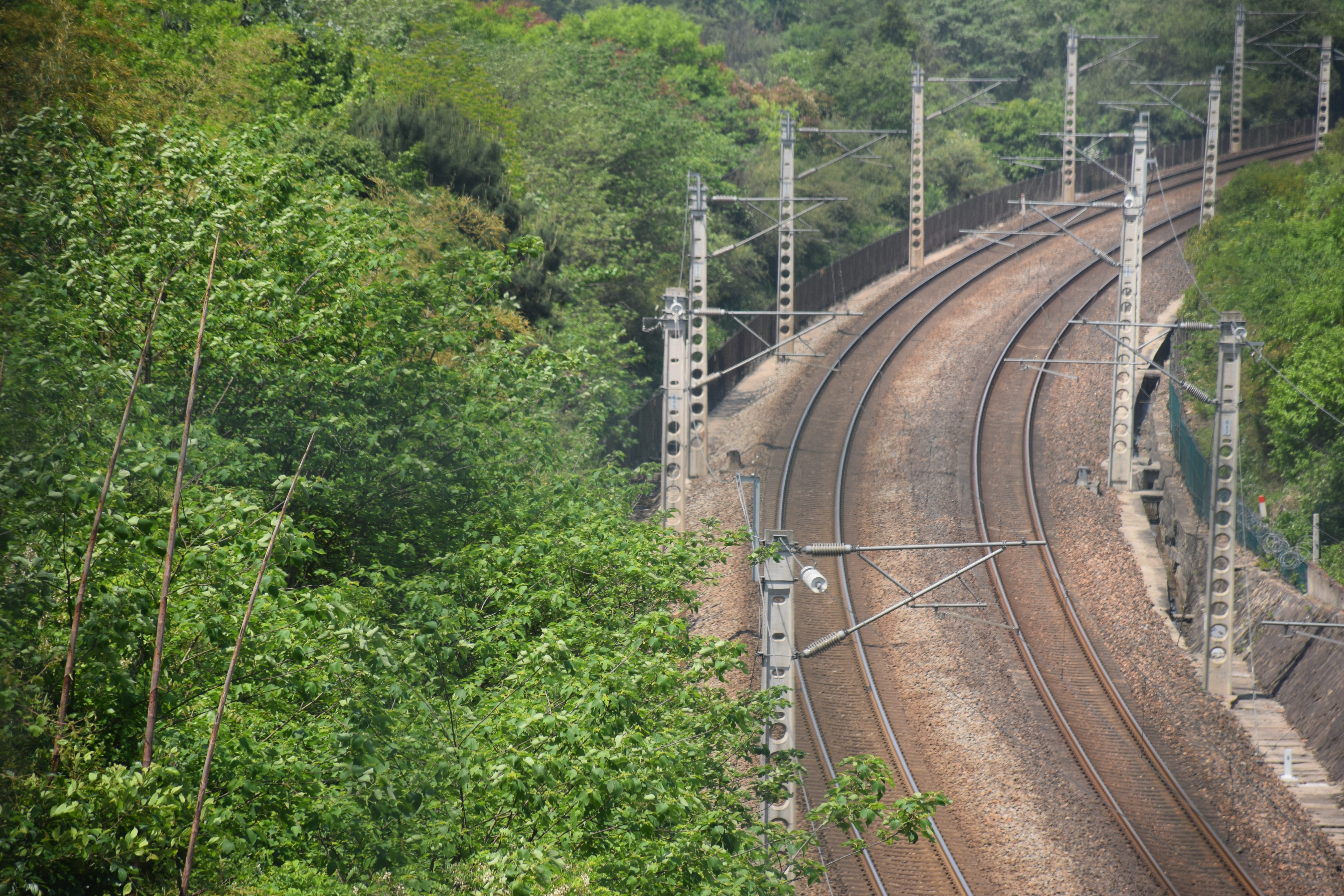
宣杭铁路广德段，摄于横山（2023年）

1958年，为了支援杭州地区的工业，杭州市委决定修建由艮山门站至位于半山杭州钢铁厂的艮半铁路专用线。同时，南京直达杭州的杭宁铁路规划也被提出。1958年由铁道部第四勘测设计院设计。1959年12月原杭宁铁路浙江境内部分率先动工，铁道兵先期修建杭州至长兴段（称作杭长铁路），与长牛铁路接轨。但由于受到大跃进带来的经济衰退影响，1961年8月工程停工。1968年，浙江省开展“年产煤200万吨” “夺煤大会战” 。为了提高煤炭运输能力，长兴至湖州近郊严家坟 （现宁杭高铁湖州站北侧）铁路工程复工，1970年7月1日建成；1970年9月湖州至杭州段动工，线路进入杭州后在艮半铁路K9+011处接轨。工程于1971年12月修通，1972年2月1日通车运营，随后线路改名杭牛铁路，为省办地方铁路，等级IV级，由浙江省杭长铁路管理处运营。1974年10月1日，奉交通部令，杭长铁路由杭州铁路分局接管。长牛线改变了单纯外运煤炭的作用，担负起浙北山区特产竹木、石灰石和粮食的外运任务，1983年起开始承担浙江水泥厂产品的运输任务。
1974年至1981年先后铺设了从煤山至广兴井、千井湾井的专用线5.2公里和牛头山至七号井的专用线4.7公里，作为杭牛铁路支线，分别称煤千线和牛七线。
1986年，原杭宁铁路设计变更：江苏省内的起点由南京改为宣城。在铁道部当年出台的“中取华东”铁路建设蓝图中，计划开辟淮南至华东地区的华东第二铁路通道。宣杭铁路作为二通道的一部分于1988年10月1日开工，新建设宣城至长兴段。前期施工由中铁四局自宣城端开展，自1988年11月陆续开建该站以东58公里距离范围内的轨道和附属基础设施工程，并都于1994年4月20日前陆续完工。全线唯一的特大桥梁水阳江大桥也在1989年7月14日进行桥梁铺架作业工程。
在1989年9月底前，中铁四局的新运处已经陆续地建成了前述路段的临通线路架修工程作业。并在1989年5月初，于宣城站北侧新建轨排场，并开始了路用轨排的拼装和生产工作；该项工程与同年12月14日即开工的线路和桥梁铺架作业同时进行。1991年5月14日，完成线路铺设并与中铁十六局铺设的线路接轨。同时，中铁四局也在1991年10月27日之前，铺设完成了所有的正线线路，并于1991年10月27日-- 来年的1月18日之间完成全线各车站的到发线和其他站线轨道铺设和其他附属设备施工作业。
1994年6月30日，华东二通道宣长段 （宣州至长兴）通车，与杭长线组成宣杭线。长兴至牛头山作为支线，仍称长牛线。

## 运营与改造

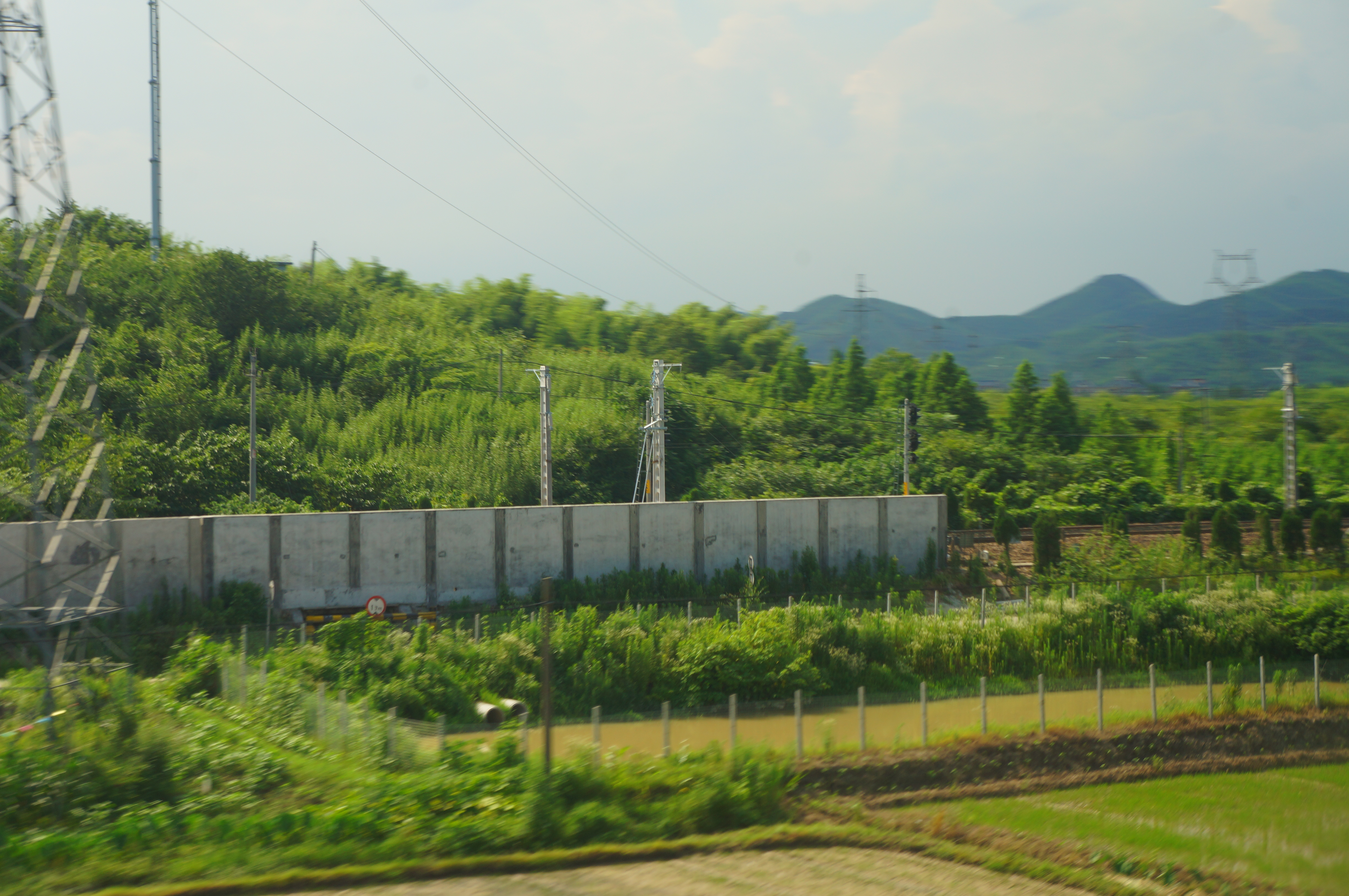
电气化中的宣杭铁路（2018年）

新建宣城至长兴的单线铁路于1991年10月27日实现了全线贯通。铁四局新运处将该线路于1992年10月1日，投入临管运输分流运输。自1994年6月30日18：00，宣城至长兴段线路正式交付上海铁路局运营和管理。
21世纪初为提高该线路的运载能力决定动工兴建宣杭复线。工程于2003年4月份开工，2005年竣工。其中宣城至德清西在既有铁路的基础上扩建复线。德清西至杭州新建一条复线铁路，以避开彭公隧道。这两站间原有的铁路俗称“老宣杭线”或“德杭线”。
2010年宣杭铁路行宫塘站至乔司站的北环线实施复线工程，2011年11月30日启用。同年洪林桥站和化古塘站撤销。
2019年1月25日，宣杭铁路电气化开通，代表着杭州铁路枢纽各条干线全面实现电气化。
为配合杭州市地方相关规划及新建杭州西站工程，老宣杭线（德清西-行宫塘旧线）将被拆除。2020年12月9日晚6点仓前站和老宣杭线仓前至行宫塘区间关闭，而仓前以西路段及石濑站和上柏镇站则于12月31日撤销。

## 宣长新建段主要车站
宣城站、建国站、洪林桥站、十字铺站、誓节渡站、广德站、祠山岗站、泗安站、大云站、长兴站

## 与其它铁路的连接
- 宣城：皖赣铁路
- 长兴：新长铁路、长牛铁路
- 杭州：沪昆铁路、萧甬铁路